# Lancia Ypsilon
Lancia Ypsilon – samochód osobowy klasy miejskiej, a następnie klasy subkompaktowej produkowany pod włoską marką Lancia od 1995. Od 2024 roku produkowana jest czwarta generacja pojazdu.

## Pierwsza generacja

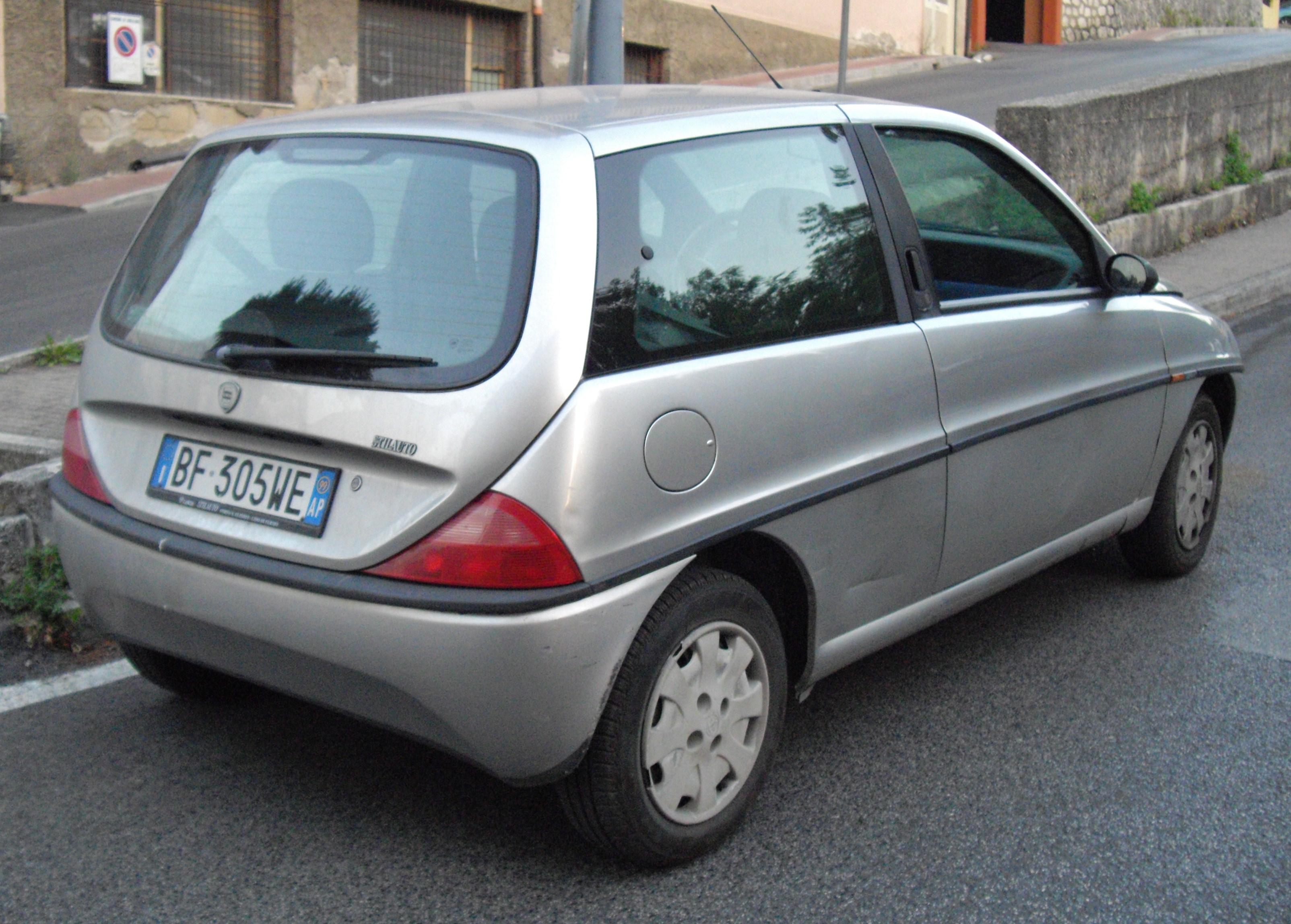
Lancia Y - tył

Lancia Y została zaprezentowany po raz pierwszy w 1996 roku.
Pojazd został zbudowany na płycie podłogowej i podzespołach technicznych Fiata Punto pierwszej generacji, jednakże oferowany był tylko jako trzydrzwiowy hatchback. W przeciwieństwie do Y10 nowy Ypsilon otrzymał zaokrąglone linie nadwozia. Wzdłuż karoserii biegła łukowata linia nadająca autu niepowtarzalny wygląd.
Zestaw wskaźników umieszczono w środkowej części tablicy przyrządów. Paletę silnikową stanowiły jednostki napędowe o pojemności od 1.1 l (54 KM, oferowany tylko na wybranych rynkach), poprzez 1.2 l (60 KM oraz 86 KM) do 1.4 l (80 KM). Oprócz tradycyjnych skrzyń biegów stosowano również przekładnię bezstopniową typu ECVT. Lancia Y przeszła niewielki facelifting w październiku 2000 roku.

## Druga generacja

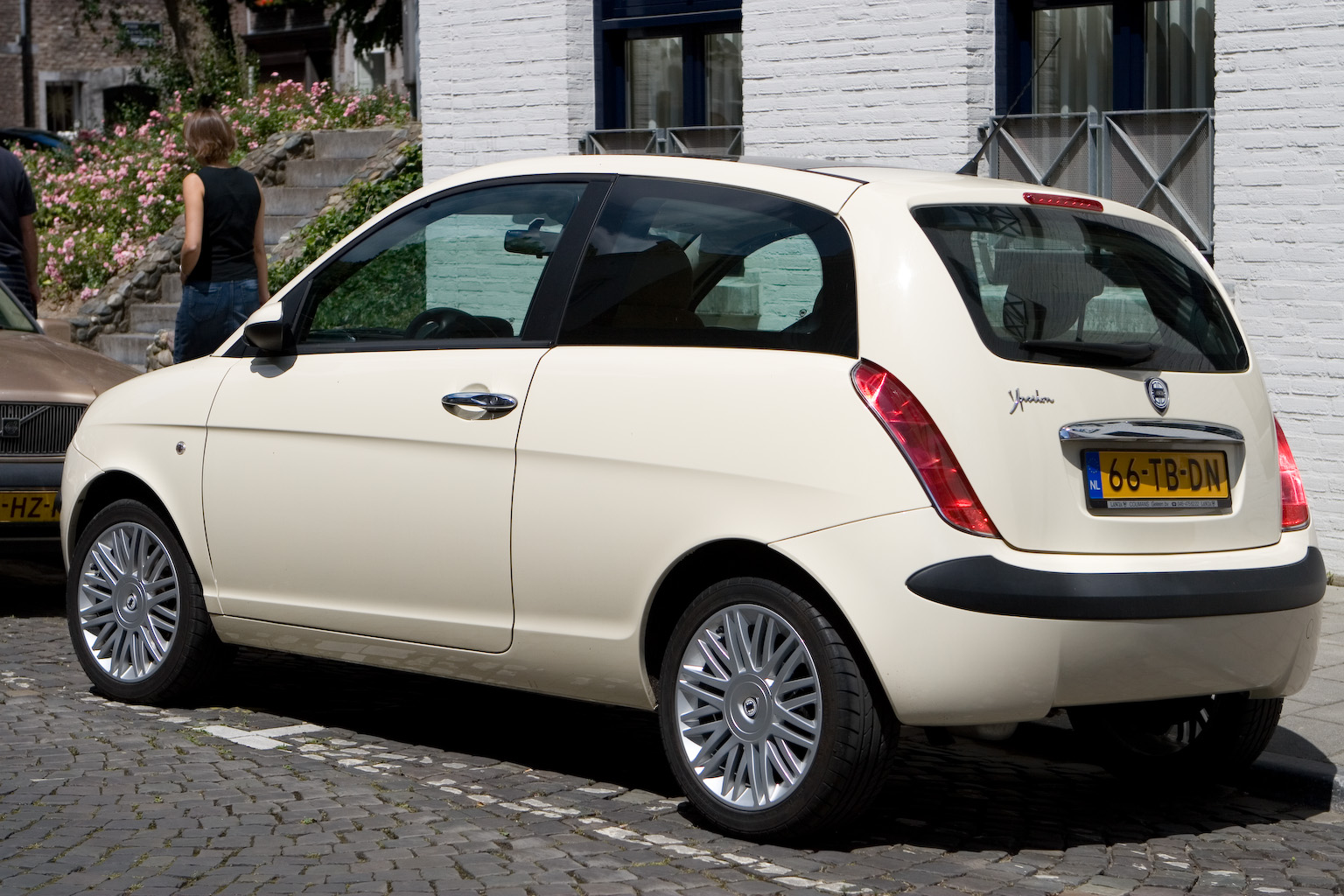
Lancia Ypsilon przed liftingiem - tył

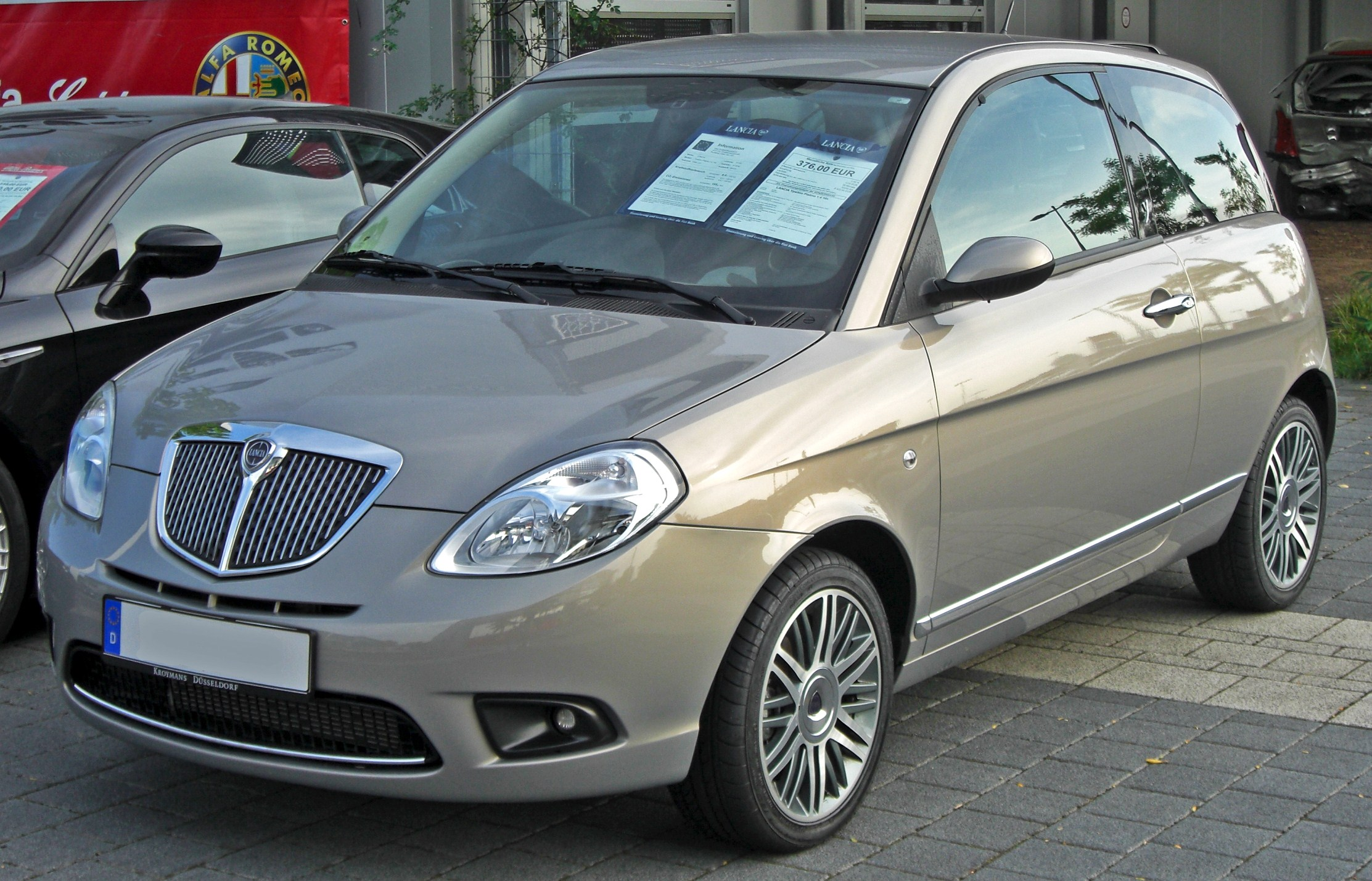
Lancia Ypsilon po liftingu

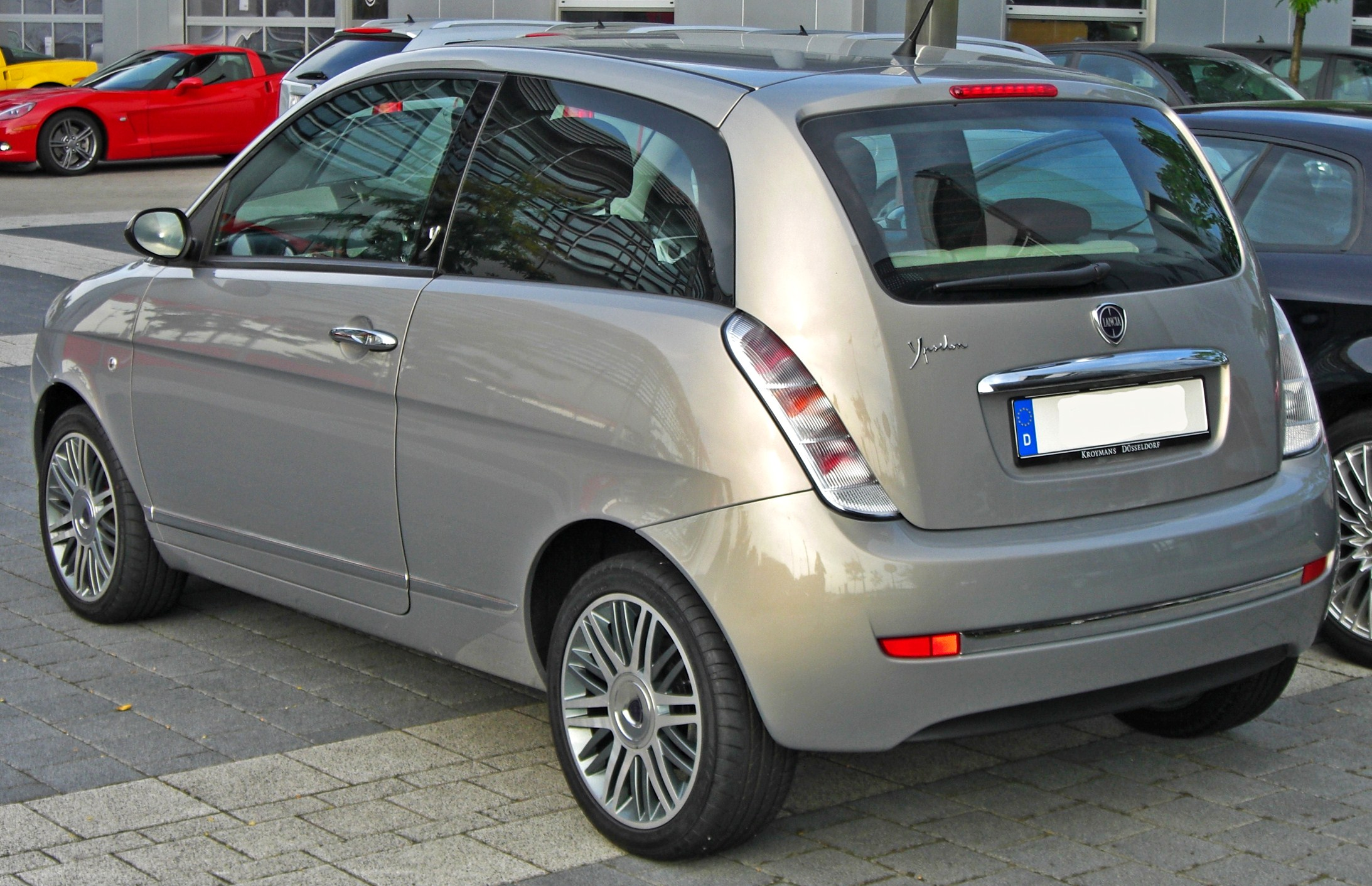
Lancia Ypsilon - tył po liftingu

Lancia Ypsilon II została zaprezentowana po raz pierwszy w 2003 roku.
Podzespoły techniczne wciąż pochodzą od Fiata Punto, lecz tym razem drugiej generacji. Model ten był najlepiej sprzedającym się produktem Lancii pomimo tego, że FIAT starał się sprzedawać produkty Lancii jako luksusowej marki grupy Fiat. Druga generacja Ypsilona posiada większe wnętrze, oraz jest lepiej wyposażone – seryjnie m.in. w ABS, klimatyzację, tempomat, aluminiowe felgi oraz sekwencyjną skrzynię biegów.
Na bazie pojazdu zbudowano pojazd o nadwoziu minivan – Lancia Musa, która jest bliźniaczą odmianą Fiata Idea.
W 2006 roku przeprowadzono facelifting modelu.

### Lancia Ypsilon Sport MomoDesign
W 2008 przedstawiono wersję specjalną Sport MomoDesign. Z zewnątrz pojazd wyróżnia nowe logo Lancii i kilka elementów estetycznych i kolorystycznych, które przywołują na myśl motywy stylistyczne autorstwa MomoDesign. Nowe szaty Lancii Ypsilon Sport MomoDesign dopełniają wykończenia niektórych elementów wykonane z patynowanego stopu, lampy przeciwmgielne z oprawą w kolorze karoserii, czarny znak graficzny „MomoDesign” ton w ton na słupku środkowym oraz oryginalne diamentowane i patynowane obręcze 16˝ ze stopu. Sportowe motywy charakteryzują takżewnętrze pojazdu, którego czarne wykończenia harmonizują z czernią tkaniny Airtex foteli i skóry pokrywającej kierownicę i gałkę zmiany biegów. Element elegancji zapewniają zagłówki noszące logo Lancii. Jeżeli chodzi o silniki, to wersję MomoDesign charakteryzuje przygotowany specjalnie dla niej silnik Diesla 1,3 MultiJet o mocy 105 KM, który swego czasu był reklamowany jako najmocniejszy silnik w swojej klasie.

### Lancia Ypsilon Versus
W 2009 roku przedstawiono limitowaną wersję Versus, której produkcja została ograniczona do jedynie 1000 sztuk. Wersja Versus wyróżnia się kilkoma cechami estetycznymi, które obejmują m.in. brązowy kolor nadwozia Bronzino z dachem i lusterkami bocznymi w matowej odmianie tego lakieru, 16-calowe aluminiowe obręcze kół oraz chromowane i oksydowane elementy nadwozia; wlot powietrza do chłodnicy, klamki, elementy tylnego zderzaka i bagażnika. Na klapie bagażnika widnieje logo Versus. We wnętrzu pojazdu szyku i elegancji dodaje wykonane ręcznie poszycie z brązowej skóry z wyszytym logo Versus na zagłówkach, chromowane wykończenie deski rozdzielczej, nakładek ochronnych progu oraz drążka dźwigni zmiany biegów.

### Lancia Ypsilon Elle
W 2010 roku debiutowała kolejna wersja limitowana modelu Ypsilon tym razem wersja została nazwana Elle, została stworzona przez Lancię oraz firmę ELLE (będącą symbolem kobiecości i nowoczesności). Model wyróżnia m.in. dwukolorowa karoseria.

## Trzecia generacja

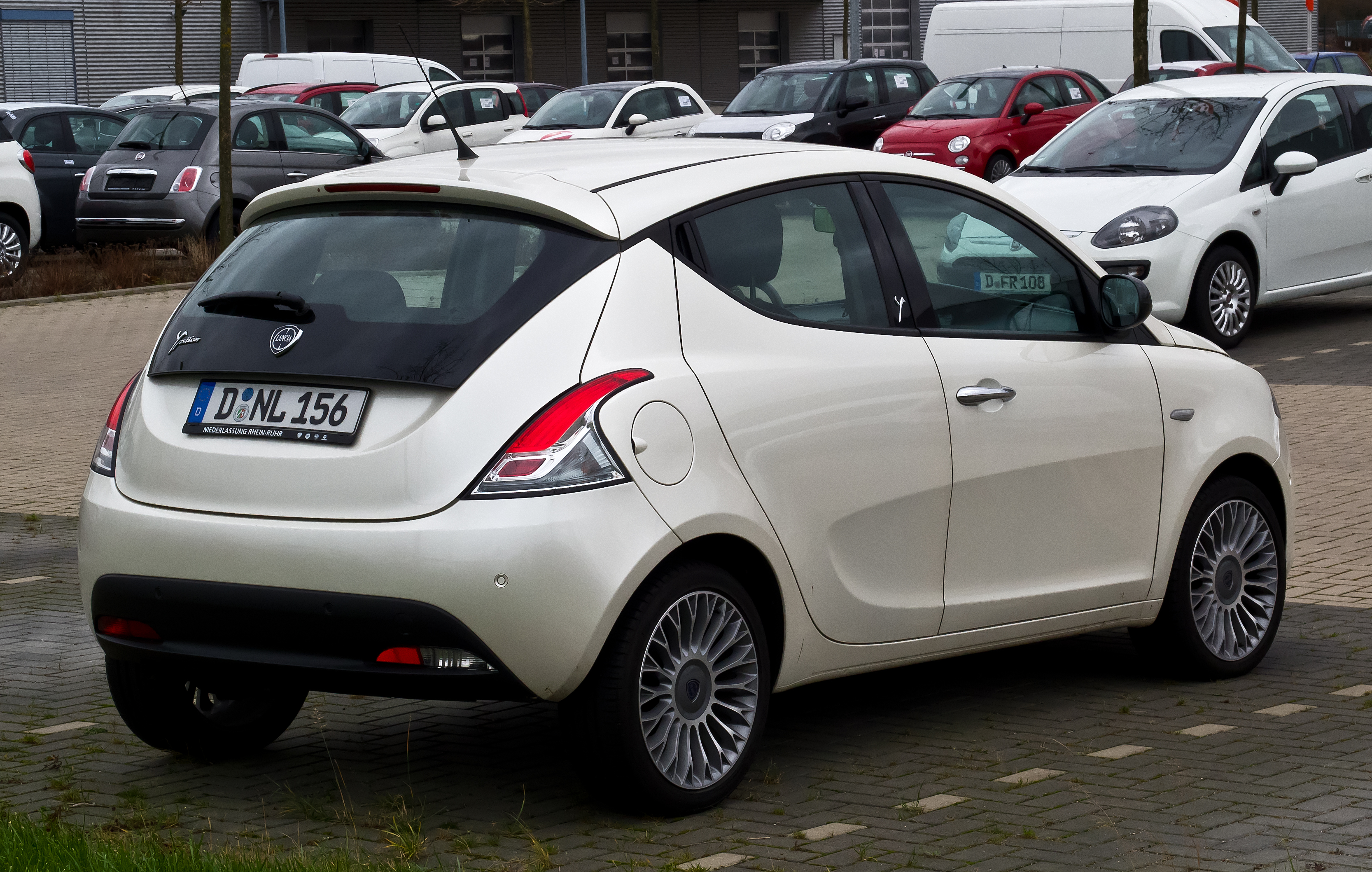
Lancia Ypsilon III - tył

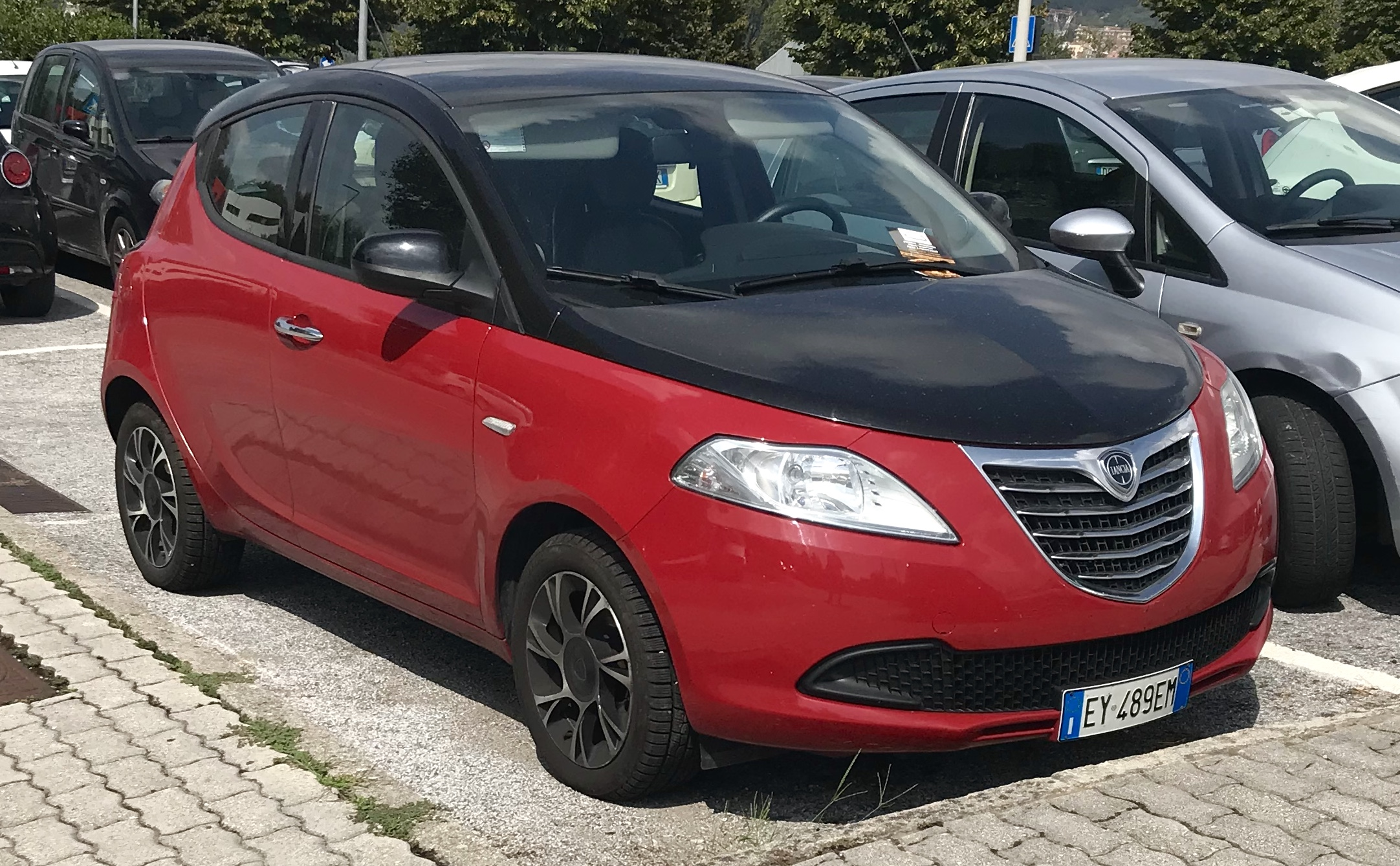
Lancia Ypsilon III Black&Red

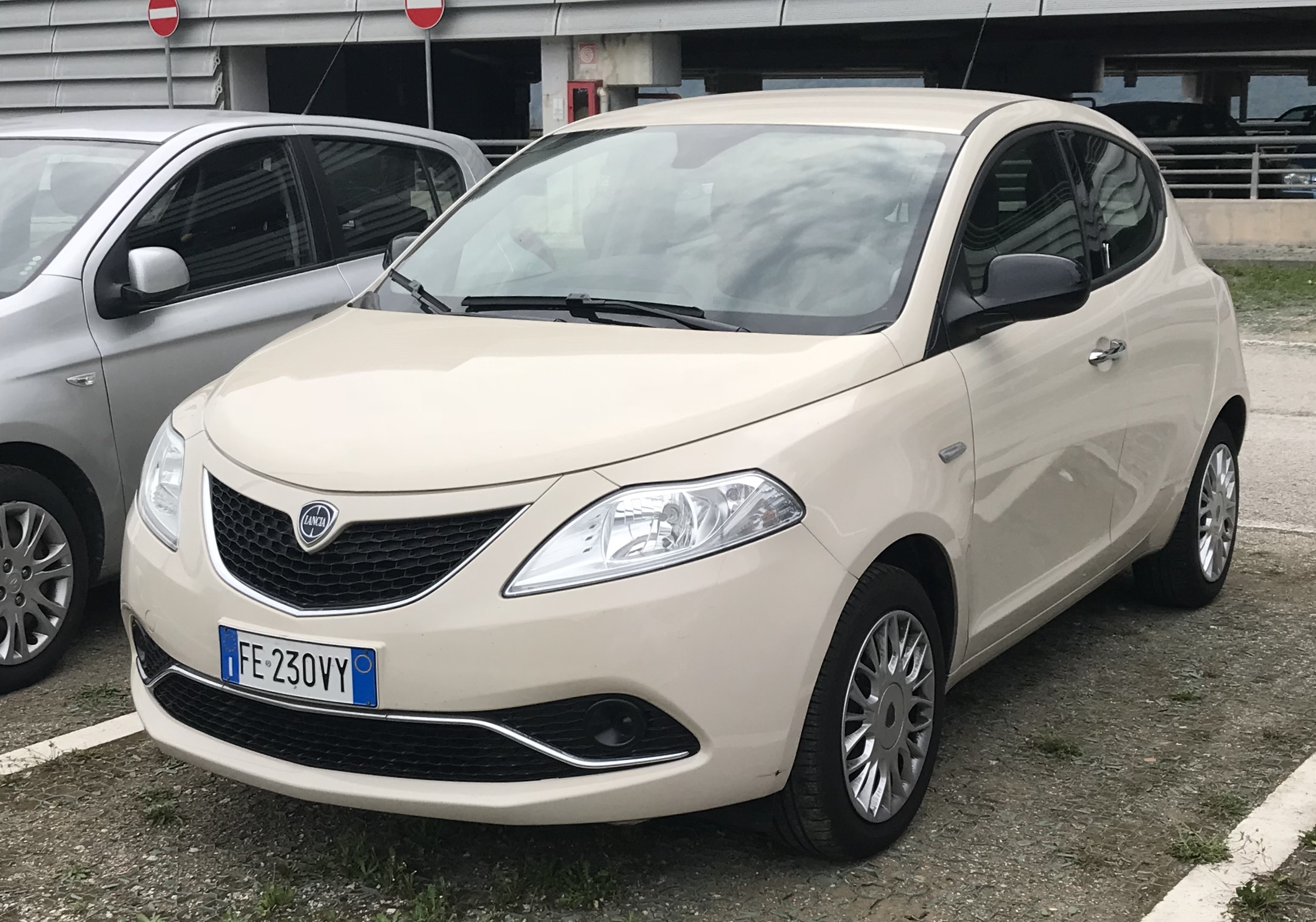
Lancia Ypsilon III po pierwszym liftingu

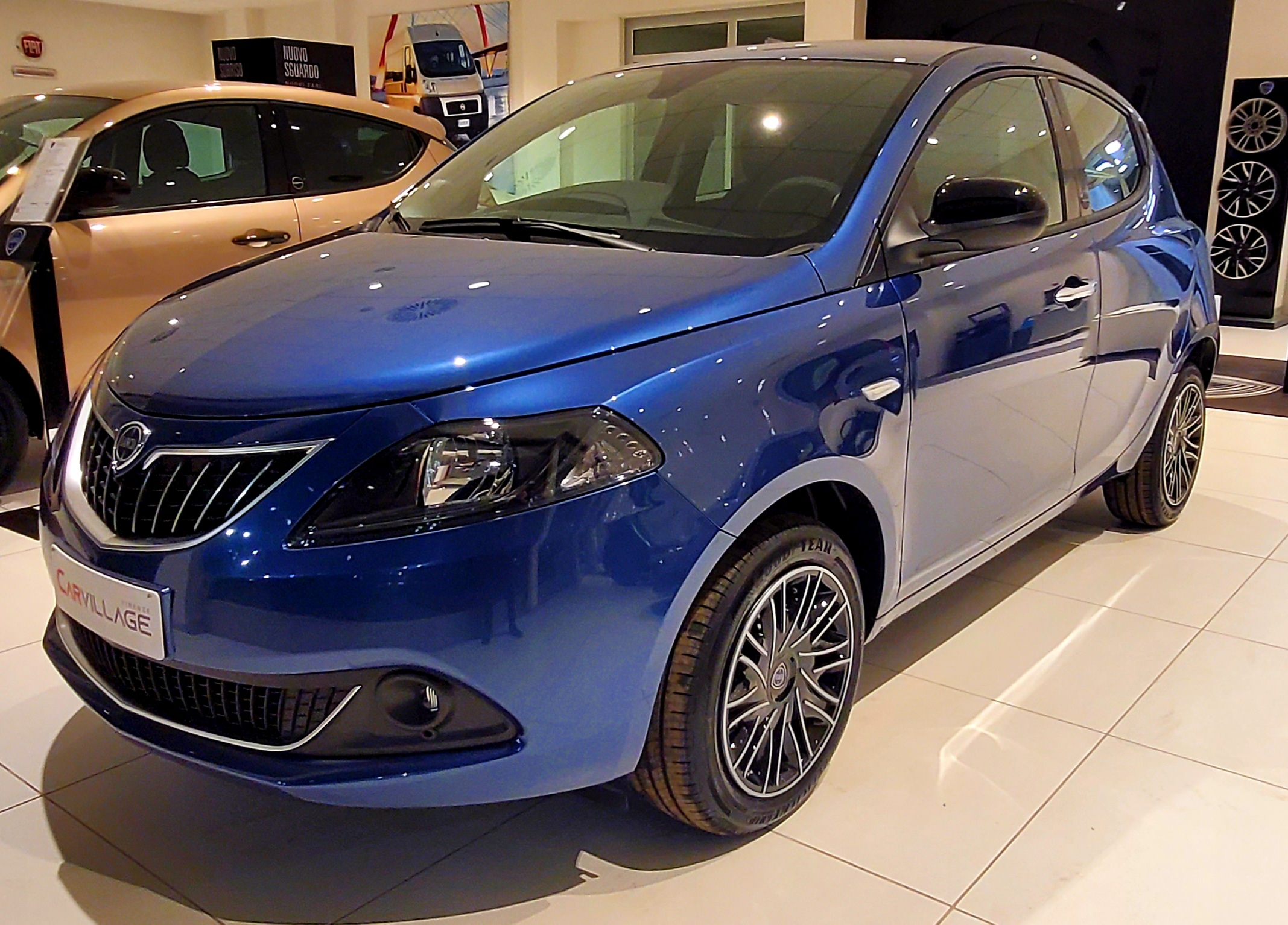
Lancia Ypsilon III po drugim liftingu

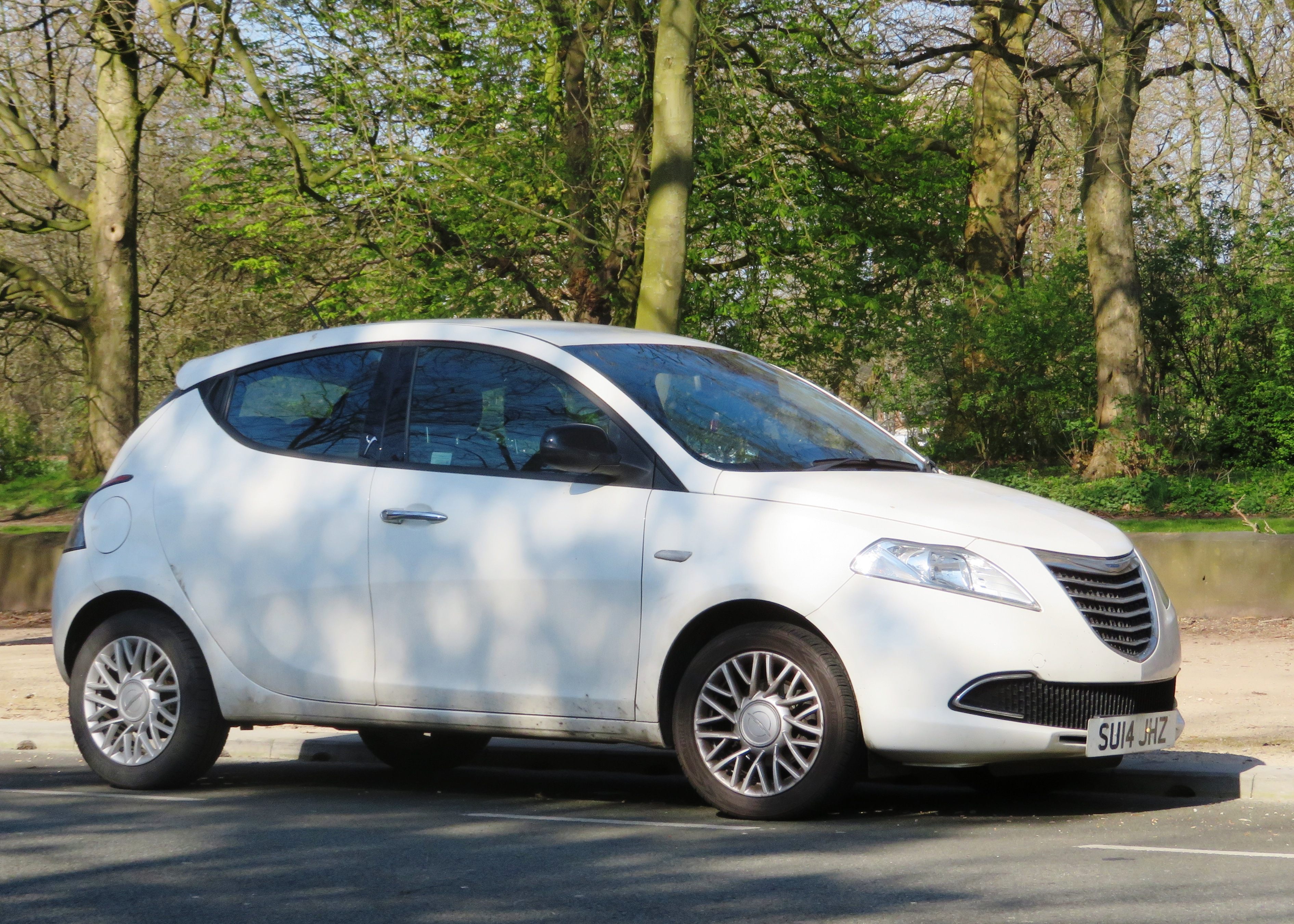
brytyjski Chrysler Ypsilon

Lancia Ypsilon III została po raz pierwszy zaprezentowana w 2011 roku.
Pod kątem stylistycznym samochód upodobniono zarówno do poprzednika, jak i większej Delty. Ypsilon II został zbudowany na płycie podłogowej Fiat Mini platform, którą dzieli m.in. z Fiatem 500 i Fordem Ka. Jest pierwszym autem w historii modelu oferowanym w odmianie pięciodrzwiowej. Jego produkcję przeniesiono do fabryki Fiat Auto Poland w Tychach w zamian za produkcję trzeciej generacji Pandy.
W 2012 roku zaprezentowano wersję EcoChic z fabryczną jednostką zasilaną CNG - 0.9 Turbo MultiAir Natural Power.
W 2020 roku zadebiutowała odmiana z układem tzw. mild hybrid identycznym, co w przypadku modeli Fiat Panda i 500. Wyposażona została w silnik 1.0 FireFly o mocy 70 KM i ma pozwolić na zaoszczędzenie nawet 30% paliwa.

### Restylizacje
We wrześniu 2015 roku Lancia Ypsilon przeszła obszerną restylizację, w ramach której dotychczasowy wlot powietrza stał się szerszy i niższy, a także przemodelowano kształt zderzaków. Pod kątem technicznym pojazd zyskał zmodernizowane jednostki napędowe oraz nowe odcienie lakierów.
W styczniu 2021 roku samochód przeszedł kolejną restylizację, w ramach której zmianie uległ: grill i przedni zderzak, a także pojawiły się światła do jazdy dziennej, nowy kolor lakieru Blue Elegante, 7-calowy ekran dotykowy z AppleCarPlay i Android Auto, nową wersję wykończenia wnętrza Seaqual Yarn wykonaną z materiałów z recyklingu, i odświeżoną gamę silnikową (benzynowe 1.2 i 0.9, i 1.0 z układem mild hybrid.

### Sprzedaż
W 2011 roku Lancia Ypsilon trafiła do sprzedaży także w Wielkiej Brytanii i Irlandii pod marką Chrysler jako Chrysler Ypsilon. Pod tą nazwą samochód oferowano tam przez kolejne 4 lata, do 2015 roku.
W maju 2017 roku Lancia Ypsilon została wycofana ze sprzedaży na wszystkich europejskich rynkach z wyjątkiem Włoch. Zakończenie wytwarzania Lancii Ypsilon zapowiadane było na koniec 2018 roku. Jednak model ten pozostał w produkcji do roku 2024.

### Wersje wyposażeniowe
- Silver
- Gold
- Platinum
- Elefantino – wersja specjalna
- S Momodesign – wersja specjalna
- Black & Red – wersja specjalna

Standardowe wyposażenie podstawowej wersji Silver obejmuje m.in. dwie poduszki powietrzne, centralny zamek sterowany pilotem, elektrycznie sterowane szyby przednie, fotel kierowcy z regulacją wysokości, kanapę dzieloną w stosunku 60:40 i klimatyzację manualną.
Bogatsza wersja Gold dodatkowo wyposażona jest w m.in. system Start&Stop, elektrycznie regulowane i podgrzewane lusterka boczne, radio z dotykowym ekranem i systemem Bluetooth i wielofunkcyjną kierownicę.
Topowa wersja Platinum dodatkowo wyposażona została także m.in. 15 calowe felgi aluminiowe, światła przeciwmgielne, elektrycznie sterowane szyby tylne, skórzaną tapicerkę i automatyczną klimatyzację.
Opcjonalnie auto wyposażyć można było dodatkowo w m.in. przednie boczne poduszki powietrzne, czujniki cofania, przyciemniane szyby, elektrycznie otwierany szklany dach, dwukolorowy lakier i nawigację GPS.

### Silniki
- R2 0.9 TwinAir 85 KM
- R2 0.9 CNG Natural Power TwinAir 80 KM
- R3 1.0 Firefly 70 KM
- R4 1.2 69 KM
- R4 1.25 JTD 95 KM

## Czwarta generacja

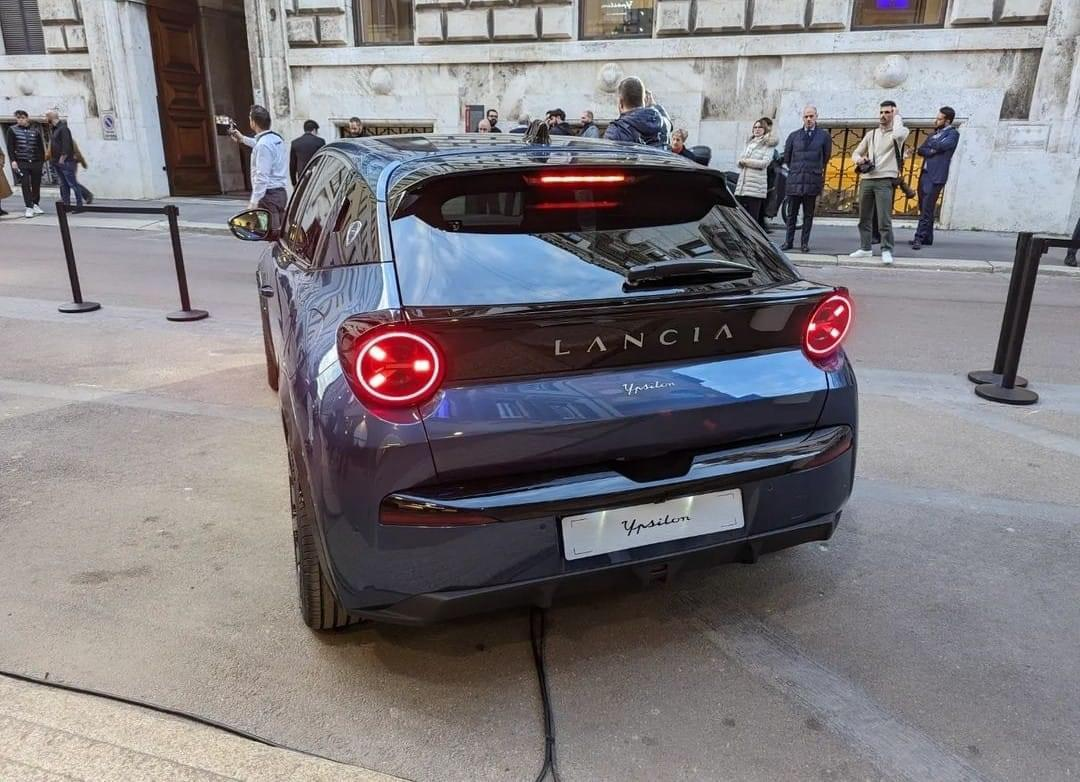
Lancia Ypsilon IV – tył

Lancia Ypsilon IV pokazana została światu 2 lutego 2024 roku, odsłonięta w pełni kilkanaście dni później w mediolańskiej siedzibie, zapowiada zmianę nie tylko technologiczną, ale też symboliczną.
Ypsilon zbudowano na platformie CMP/eCMP, tej samej, którą dzielą między innymi Peugeot 208 II i Opel Corsa F. Ale w tym przypadku to coś więcej niż wspólna architektura – to początek nowego języka form, określonego jako Pu+Ra – „pure” i „radical”. W detalu widać chłodną precyzję: świetlny motyw trzech promieni w miejscu tradycyjnego grilla, reflektory i tylne światła o kształcie litery Y, historyczne nawiązania w typografii i znakach. Modele spalinowe od elektrycznych odróżnia jedynie cztery niewielkie wloty powietrza i obecność pojedynczej rury wydechowej.
Wnętrze również nie pozostawia złudzeń – to przestrzeń zaprojektowana z myślą o zmysłach. System S.A.L.A. (Sound Air Light Augmentation) z wirtualnym asystentem, „tavolino” – subtelny stolik z wbudowaną ładowarką, oraz skórzany panel sygnowany przez Cassinę – wszystko to zapowiada powrót marki na salony, choć w zupełnie nowym wydaniu. Ypsilon jest też jedynym samochodem w swoim segmencie oferującym drugi poziom jazdy autonomicznej.
Nowa generacja oznacza również ekspansję Lancii na rynki Europy Zachodniej – w 2024 r. powróci ona do Belgii, Holandii, Francji i Hiszpanii, a w 2025 r. do Niemiec. Kraje te wybrano ze względu na zainteresowanie włoskimi markami i popularność segmentu B.

### Lancia Ypsilon Edizione Limitata Cassina
To limitowana edycja wersja modelu Ypsilon opracowana wspólnie przez Lancię i włoskiego producenta luksusowych mebli Cassina S.p.A. Jej produkcja została ograniczona do 1906 sztuk, co nawiązuje do daty założenia Lancii.

### Lancia Ypsilon HF
W maju 2024 roku został zaprezentowany model Ypsilon HF będacy wysokowydajną wersją zwykłego Ypsilona. Model ten ma z przodu silnik elektryczny o mocy 240 KM (177 kW; 237 KM), niższe zawieszenie, poszerzony rozstaw kół i bardziej sportowy styl zewnętrzny. 